# ساندرا كيلر
ساندرا كيلر (بالألمانية: Sandra Keller )‏ (و. 1973 – م) هي ممثلة، وممثلة أفلام، من ألمانيا، ولدت في كونيغز ووسترهاوزن.

## وصلات خارجية
- ساندرا كيلر على موقع IMDb (الإنجليزية)
- ساندرا كيلر على موقع ألو سيني (الفرنسية)
- ساندرا كيلر على موقع قاعدة بيانات الفيلم (الإنجليزية)
- ساندرا كيلر على موقع كينوبويسك (الروسية)